# Methanomicrobia
Los metanomicrobios (Methanomicrobia) son una clase de arqueas del filo Methanobacteriota.

## Filogenia
La taxonomía aceptado se basa en la List of Prokaryotic names with Standing in Nomenclature (LPSN) and Centro Nacional para la Información Biotecnológica (NCBI)
y la filogenia se basa en 16S rRDN-based LTP 106 de "The All-Species Living Tree" Project.
|  | Methanothrix Huser et al. 1983                                                                       |
|  | |
|  | \| \| Methermicoccus shengliensis Cheng et al. 2007 \| \| \| \| \| \| Methanosarcinaceae \| \| \| \| |
|  | |
|  | Methermicoccus shengliensis Cheng et al. 2007                                                        |
|  | |
|  | Methanosarcinaceae                                                                                   |
|  | |

|  | Methermicoccus shengliensis Cheng et al. 2007 |
|  |                                               |
|  | Methanosarcinaceae                            |
|  |                                               |

|  | Methanothrix Huser et al. 1983                                                                       |
|  | |
|  | \| \| Methermicoccus shengliensis Cheng et al. 2007 \| \| \| \| \| \| Methanosarcinaceae \| \| \| \| |
|  | |
|  | Methermicoccus shengliensis Cheng et al. 2007                                                        |
|  | |
|  | Methanosarcinaceae                                                                                   |
|  | |

|  | Methermicoccus shengliensis Cheng et al. 2007 |
|  |                                               |
|  | Methanosarcinaceae                            |
|  |                                               |

|  | Methanothrix Huser et al. 1983                                                                       |
|  | |
|  | \| \| Methermicoccus shengliensis Cheng et al. 2007 \| \| \| \| \| \| Methanosarcinaceae \| \| \| \| |
|  | |
|  | Methermicoccus shengliensis Cheng et al. 2007                                                        |
|  | |
|  | Methanosarcinaceae                                                                                   |
|  | |

|  | Methermicoccus shengliensis Cheng et al. 2007 |
|  |                                               |
|  | Methanosarcinaceae                            |
|  |                                               |

|  | Methanothrix Huser et al. 1983                                                                       |
|  | |
|  | \| \| Methermicoccus shengliensis Cheng et al. 2007 \| \| \| \| \| \| Methanosarcinaceae \| \| \| \| |
|  | |
|  | Methermicoccus shengliensis Cheng et al. 2007                                                        |
|  | |
|  | Methanosarcinaceae                                                                                   |
|  | |

|  | Methermicoccus shengliensis Cheng et al. 2007 |
|  |                                               |
|  | Methanosarcinaceae                            |
|  |                                               |

Notes:

♠ Cepas en el Centro Nacional para la Información Biotecnológica (NCBI) pero no en la List of Prokaryotic Names with Standing in Nomenclature (LPSN).

## Otras lecturas

### Revistas científicas
- Cavalier-Smith, T (2002). «The neomuran origin of archaebacteria, the negibacterial root of the universal tree and bacterial megaclassification». Int. J. Syst. Evol. Microbiol. 52 (Pt 1): 7-76. PMID 11837318. doi:10.1099/00207713-52-1-7.
- Woese, CR; Kandler O; Wheelis ML (1990). «Towards a natural system of organisms: proposal for the domains Archaea, Bacteria, and Eucarya». Proc. Natl. Acad. Sci. USA 87 (12): 4576-4579. Bibcode:1990PNAS...87.4576W. PMC 54159. PMID 2112744. doi:10.1073/pnas.87.12.4576.

### Libros científicos
- Garrity GM; Bell JA; Lilburn TG (2004). «Taxonomic Outline of the Prokaryotes».  En DR Boone; RW Castenholz, eds. Bergey's Manual of Systematic Bacteriology Volume 1: The Archaea and the deeply branching and phototrophic Bacteria (2nd ed., Release 5.0 edición). New York: Springer Verlag. pp. 169. ISBN 978-0-387-98771-2. doi:10.1007/bergeysoutline200310.
- Garrity GM, Holt JG (2001). «Phylum AII. Euryarchaeota phy. nov.».  En DR Boone; RW Castenholz, eds. Bergey's Manual of Systematic Bacteriology Volume 1: The Archaea and the deeply branching and phototrophic Bacteria (2nd edición). New York: Springer Verlag. pp. 169. ISBN 978-0-387-98771-2.

### Bases de datos científicos
- PubMed
- PubMed Central
- Google Scholar